# Red One
Red One (bra: Operação Natal; palop/prt: Red One: Missão Secreta) é um filme de comédia de ação americano dirigido por Jake Kasdan e escrito por Chris Morgan, a partir de uma história de Hiram Garcia. O filme é estrelado por Dwayne Johnson, Chris Evans, Kiernan Shipka, Lucy Liu, Mary Elizabeth Ellis, J. K. Simmons, Nick Kroll e Kristofer Hivju.
Red One foi lançado em 07 de novembro de 2024 nos cinemas do Brasil, Portugal, Timor-Leste e Macau. Estreou a 8 de novembro em Angola e Moçambique, e a 15 de novembro em Cabo Verde.

## Sinopse
Depois de um sequestro chocante que abalou o Polo Norte, o Comandante da Força Tarefa (ELF), Callum Drift (Dwayne Johnson), deverá fazer uma parceria com o mais famoso caçador de recompensas do mundo, Jack O'Malley (Chris Evans), para salvar o Natal de diversas crianças e adultos ao redor do mundo. Isso porque a vítima do sequestro foi ninguém mais e ninguém menos que o Papai Noel (J. K. Simmons) e se essa dupla dinâmica não o recuperar a tempo, o Natal estará perdido.

## Elenco
- Dwayne Johnson como Callum Drift
- Chris Evans como Jack O'Malley
- Kiernan Shipka como Gryla
- Lucy Liu como Jacqueline Frost
- Mary Elizabeth Ellis
- J. K. Simmons como Santa Claus
  - Papai Noel (Brasil) ou Pai Natal (Portugal)
- Nick Kroll
- Kristofer Hivju como Krampus
- Wesley Kimmel
- Bonnie Hunt como Mrs. Claus
  - Mamãe Noel (Brasil) ou Mãe Natal (Portugal)
- Jenna Kanell

## Produção
O produtor Hiram Garcia, da Seven Bucks Productions, concebeu a ideia do filme, que foi desenvolvido em um roteiro de Chris Morgan com Jake Kasdan como diretor. Chris Evans se juntou ao elenco em janeiro de 2022. Em setembro, Kiernan Shipka foi adicionado ao elenco. Lucy Liu, Mary Elizabeth Ellis, J. K. Simmons, Nick Kroll, Kristofer Hivju, Wesley Kimmel e Bonnie Hunt se juntaram ao elenco no mês seguinte, com Ellis revelando o envolvimento dela e de Simmons no Instagram.
As filmagens começaram em outubro de 2022 em Atlanta e terminaram em fevereiro de 2023. As filmagens tiveram que ser feitas acompanhadas por Johnson, que se atrasava em média sete a oito horas para as filmagens e perdeu vários dias de filmagem. Estes atrasos teriam aumentado o orçamento em 50 milhões de dólares, para um total de 250 milhões de dólares.

## Lançamento
Red One foi originalmente programado para estar no Prime Video mundialmente a tempo do Natal de 2023. O lançamento foi adiado de 20 de dezembro de 2023 para 15 de novembro de 2024, com a greve da SAG-AFTRA de 2023 citada como o motivo, juntamente com o filme agora tendo um lançamento mundial nos cinemas. A Amazon MGM produziu e distribuirá o filme na América do Norte, com a Warner Bros. Pictures distribuindo internacionalmente.
Algumas cenas de Red One foram exibidas pela primeira vez na CinemaCon para jornalistas selecionados pelo assessor de Johnson, mas eles não foram autorizados a escrever sobre o que viram.
Red One foi lançado em 07 de novembro de 2024 nos cinemas do Brasil, Portugal, Timor-Leste e Macau.
Em Angola e Moçambique, o filme estreou a 8 de novembro de 2024. Em Cabo Verde, foi lançado a 15 de novembro de 2024.